# Élections législatives de 1906 dans l'Ardèche
Les élections législatives dans l'Ardèche, ont lieu les dimanches 6 mai 1906 et 20 mai 1906.
Elles ont pour but d'élire les 5 députés représentant le département à la Chambre des députés pour un mandat de quatre années.

## Mode de scrutin
L'élection se fait au scrutin d'arrondissement, soit un mode uninominal majoritaire à deux tours.
La circonscription pour l'élection est l'arrondissement.
Le scrutin est individuel, chaque arrondissement élisant un député.
Les arrondissements qui ont plus de cent mille habitants sont divisés. Dans ce cas on élit un député par circonscription électorale.
L'article 18 précise qu'il faut réunir pour être élu au premier tour :
1. La majorité absolue des suffrages exprimés ;
2. Un nombre de suffrages égal au quart des électeurs inscrits.

Au deuxième tour la majorité relative suffit. En cas d'égalité c'est le plus âgé qui est élu.

## Résultats par arrondissement

### Arrondissement de Privas

#### 1recirconscription
|                | Élisée Bourely * | Rad-soc        | 8 950  | 99,57  |  |  |
|                |                  |                |        |        |  |  |
| Inscrits       | Inscrits         | Inscrits       | 16 658 | 100,00 |  |  |
| Votants        | Votants          | Votants        | 10 736 | 64,45  |  |  |
| Blancs et nuls | Blancs et nuls   | Blancs et nuls | 1 784  | 16,62  |  |  |
| Exprimés       | Exprimés         | Exprimés       | 8 989  | 83,73  |  |  |

*sortant

#### 2ecirconscription
| Candidats      | Candidats        | Étiquette      | Premier tour | Premier tour | Ballotage | Ballotage |
| Candidats      | Candidats        | Étiquette      | Voix         | %            | Voix      | %         |
| -------------- | ---------------- | -------------- | ------------ | ------------ | --------- | --------- |
|                | Chatel           | Libéral        | 7 394        | 41,18        | 7 676     | 43,51     |
|                | Placide Astier * | Rad-soc        | 7 107        | 39,58        | 9 601     | 54,42     |
|                | Blum             | Rad-soc        | 3 281        | 18,27        | 40        | 0,23      |
|                | Émile Martin     | SFIO           | 180          | 1,00         | 11        | 0,06      |
|                | Michel           |                | 4            | 0,02         | 6         | 0,03      |
|                | Chabert          |                | -            | -            | 1         | 0,01      |
|                |                  |                |              |              |           |           |
| Inscrits       | Inscrits         | Inscrits       | 21 617       | 100,00       | 21 617    | 100,00    |
| Votants        | Votants          | Votants        | 18 040       | 83,45        | 17 644    | 81,62     |
| Blancs et nuls | Blancs et nuls   | Blancs et nuls | 83           | 0,46         | 0         | 0,00      |
| Exprimés       | Exprimés         | Exprimés       | 17 957       | 99,5         | 17 644    | 100,00    |

*sortant

### Arrondissement de Tournon

#### 1recirconscription
- Elle regroupe la partie sud de l'arrondissement, avec les cantons de Tournon, Saint-Péray, Lamastre, Vernoux, Le Cheylard, Saint-Martin-de-Valamas et de Saint-Agrève.

| Candidats      | Candidats                      | Étiquette      | Premier tour | Premier tour |
| Candidats      | Candidats                      | Étiquette      | Voix         | %            |
| -------------- | ------------------------------ | -------------- | ------------ | ------------ |
|                | Hyacinthe de Gailhard-Bancel * | Conservateur   | 11 901       | 52,82        |
|                | Georges Murat                  | Rad ind        | 10 631       | 47,18        |
|                |                                |                |              |              |
| Inscrits       | Inscrits                       | Inscrits       | 26 905       | 100,00       |
| Votants        | Votants                        | Votants        | 22 632       | 84,12        |
| Blancs et nuls | Blancs et nuls                 | Blancs et nuls | 100          | 0,44         |
| Exprimés       | Exprimés                       | Exprimés       | 22 532       | 99,56        |

*sortant

#### 2ecirconscription
- Elle regroupe la partie nord de l'arrondissement, avec les cantons de Annonay-Nord, Annonay-Sud, Serrières, Satillieu et Saint-Félicien.

| Candidats      | Candidats        | Étiquette      | Premier tour | Premier tour |
| Candidats      | Candidats        | Étiquette      | Voix         | %            |
| -------------- | ---------------- | -------------- | ------------ | ------------ |
|                | Jules Roche *    | Libéral-Prog   | 8 612        | 62,51        |
|                | Eugène Ballimand | Rad ind        | 4 802        | 34,86        |
|                | Joseph Pleinet   | Soc ind        | 312          | 2,27         |
|                | Raymond Baylie   |                | 39           | 0,28         |
|                |                  |                |              |              |
| Inscrits       | Inscrits         | Inscrits       | 17 596       | 100,00       |
| Votants        | Votants          | Votants        | 13 925       | 79,14        |
| Blancs et nuls | Blancs et nuls   | Blancs et nuls | 160          | 1,15         |
| Exprimés       | Exprimés         | Exprimés       | 13 777       | 98,85        |

*sortant

### Arrondissement de Largentière
Il regroupe tous les cantons de l'arrondissement, au sud-ouest du département.
| Candidats      | Candidats               | Étiquette      | Premier tour | Premier tour |
| Candidats      | Candidats               | Étiquette      | Voix         | %            |
| -------------- | ----------------------- | -------------- | ------------ | ------------ |
|                | Jules Duclaux-Monteil * | Progressiste   | 13 114       | 53,59        |
|                | Auguste Vincent         | Rad-soc        | 11 063       | 45,21        |
|                | Dumas                   | Soc ind        | 249          | 1,02         |
|                | Théodore Rivière        | Soc ind        | 20           | 0,08         |
|                |                         |                |              |              |
| Inscrits       | Inscrits                | Inscrits       | 30 239       | 100,00       |
| Votants        | Votants                 | Votants        | 24 633       | 81,46        |
| Blancs et nuls | Blancs et nuls          | Blancs et nuls | 163          | 0,66         |
| Exprimés       | Exprimés                | Exprimés       | 24 470       | 99,34        |

*sortant